# Trailer Magazine
Trailer Magazine – miesięcznik o tematyce transportowej, ukazujący się nieprzerwanie od 2002 roku. Wydawany przez spółkę Fabas Polska sp. z o.o. nakładem 14 000 egzemplarzy miesięcznie.